# Gwary wschodnie języka kazachskiego

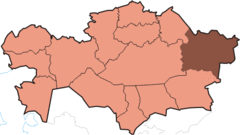
Obwód wschodniokazachstański, jeden z obwodów należących do obszaru gwar wschodnich

Gwary wschodnie języka kazachskiego – grupa gwar języka kazachskiego, używana w obwodzie wschodniokazachstańskim oraz dawnych obwodach tałdykurgańskim, dżezkazgańskim i ust’-kamiennogorskim. Od kazachskiego języka standardowego różnią się przede wszystkim leksyką dotyczącą nauki, techniki i życia codziennego.

## Cechy charakterystyczne
Wschodnia grupa gwar kazachskich wyróżnia się użyciem w trybie warunkowym sufiksu -қайы/кейі/ғайы/гейі (dołączanej zgodnie z harmonią wokaliczną), np. сөйлескейі отыр zamiast literackiego сөйлескелі отыр (chce powiedzieć). Ponadto, w przypadku liczby mnogiej w miejsce końcówek -лар/лер używa się zawsze -дар/дер; przykładowo әжедер (babcie) zamiast әжелер. Powszechne dla wschodnich gwar kazachskich jest także czokanie i dżokanie, tj. zastępowanie głosek ш i ж przez kolejno ч i дж, na przykład джан (dusza) w miejsce literackiego жан. Zjawisko to jest obecne w literackim standardzie języka kirgiskiego.